# 視野

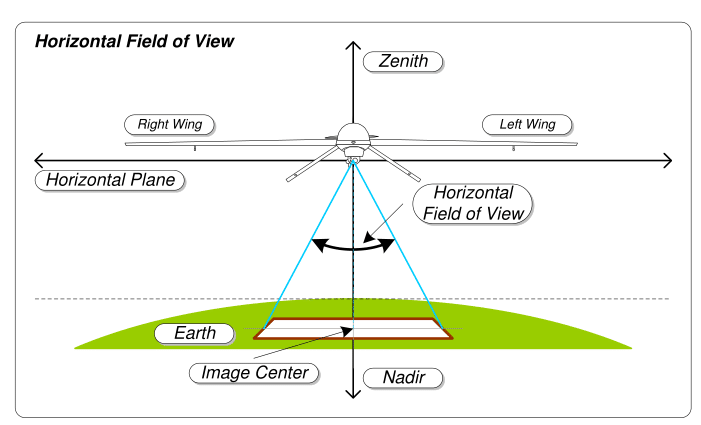
目に見える範囲

視野（しや、英: field of vision, visual field）とは、目に見える範囲のこと。

## 人間の視野
正常な人で、片目では鼻側および上側で約60度、下側に約70度、耳側に約90～100度と言われている。両眼がほぼ平面の顔面上にあるため、両目で同時に見える範囲が広い（左右120度）代わりに、両目が顔の左右に付いている他の動物と比べて総合した視野は広くない（左右180～200度）。

### 測定
- 視野検査（英語版）

視野の測定には、対座法、平面視野計法、動的量的視野測定法（一般にゴールドマン視野計が使われる）、静的量的視野計測法（一般にハンフリー視野計が使われる）がある。一般的には片眼ずつ測定を行う。先に挙げたとおり、重なり合う部分が大きいため、視野欠損を自覚しづらい面があり緑内障などの疾患の早期発見が困難になることが多い。逆に言えば末期に至るまで不便さを自覚しない可能性もある。
より検査受診を促進するため、目の動きを検知するカメラの付いたヘッドマウントディスプレイやスマートフォンに装着する測定機器を使用した手軽な検査プログラムも開発されている。

### 疾患
- 視野障害
  - 同名半盲
  - 両耳側性半盲

「視野が狭くなる」ことを視野狭窄（しやきょうさく）と呼ぶ。緑内障、網膜色素変性症、網膜剥離、脳梗塞等にて生じる。

### 視野に起きる現象
- 対光反射 - 目に入る光の量を調節するため瞳孔が拡大収縮する。
- 散瞳/縮瞳 - 疾患などによって、光の量とは関係なく瞳孔が拡大収縮する。
- 立体視、空間認識能力
- 色覚
- フィリングイン - 目で見えていても目の傷や盲点等によって見えなくなる部分ができるが、脳の機能によって補完されている。
- トロクスラー効果（英語版） - 視野が目標以外のピントが合わなくなり、対象物以外が見えなくなる状態。射撃競技など何かに集中して見ている時に起きる。
- グレイアウト、ブラックアウト (航空・宇宙) - 人体にかかるGによって血液が脳に行かなくなり、視野が暗くなっていき、見えなくなる現象。
- レッドアウト - 頭に血流が集中するような加速度がかかった際に、視界が赤くなる現象。
- 錯覚

## 動物の場合
動物の種によってもその視野は大きく異なる。主に肉食動物は獲物を狙うために両眼視ができる方がよく、目が顔の前にあるため狭い。草食動物では目が顔の横にあり、両目での視野は広い。これは肉食動物をできるだけ早く発見し、それから逃げやすいようにとの適応と考えられる。

## 視野の補助装置・機械の場合
鏡
人間の視野だけでは死角や盲点ができる。そういった乗り物の死角などを補うため鏡（バックミラー、サイドミラー、カーブミラー）などが設置されている。
望遠鏡、双眼鏡、眼鏡
ISO 14132-1 - Optics and photonics や JIS B7121などでは、
tan ω' ＝ Γ × tan ω
見掛け視界：2ω'（角度）
実視界：2ω（角度）
倍率：Γ
の式であらわされる。
補足すると、見掛け視界というのはレンズなしで望遠鏡だけを覗いて見られる視界のことで、実視野は倍率がかかった状態で見られる視界のことである。要するに大きい望遠鏡を使用すると、遠くの距離を見るために高い倍率をかけても見えるということである。
顕微鏡
顕微鏡で見られる視野は、実視野（FOV、Field Of View）= 接眼レンズの視野数（FN、Field Number） ／対物レンズの倍率（Mo、magnification of objective）で決定される。
カメラ
- 望遠レンズ、広角レンズ、魚眼レンズ
- パノラマ写真、焦点距離、クロップファクター（英語版）
- 画角(視野角)
  - APS-Cサイズ/APS-Hサイズ

テレビゲーム
- ゲーム内の視覚（英語版）

## 戦闘やスポーツにおける視野
視野の使い方
実際の戦場での生存率が高い兵士や、ネット系の3D対戦ゲームでの上級者などの多くは、「視野」の使い方が上手い。バスケットボールやサッカーなどの選手も、同様である。
彼らの動きを見ていると、他の選手とは異なる方向を見ていることが多く、また他の選手とは異なる動きをしている。「自分の視野」に敵が見えるよう、「敵の視野」に自分が映らないように、戦術的に移動するのである。たとえば、サッカーの場合であれば、目の前の敵やボールだけを見るのではなく、それ以外の敵味方を一瞬で見渡し、フィールド全体を俯瞰視点で認識したりする。
視野の裏をかく
戦闘・スポーツにおいては、敵の視野を利用することも、非常に有効である。例えば、わざと自分の姿を見せておいて敵を誘導したり、注意を他に向けることで敵の背後を取るなど、自分に有利なポジションを確保するのである。ボクシングなら、視野外からのパンチは予想外の攻撃となり、クリーンヒットしやすいだろう。